# Voïvodat de Serbie et du banat de Tamiš
1849–1860
Entités précédentes :
- Voïvodine de Serbie

Entités suivantes :
- royaume de Hongrie

Le voïvodat de Serbie et du banat de Tamiš (en serbe cyrillique : Војводство Србија и Тамишки Банат) était une terre de la Couronne au sein de l'empire d'Autriche. La province autonome a été formée en accord avec les privilèges accordés aux Serbes par l'empereur François-Joseph Ier en 1849. Elle a existé jusqu'en 1860, avec comme siège l'actuelle ville roumaine de Timișoara. 
Cette ancienne province est aujourd'hui répartie entre la Serbie, la Roumanie, la Hongrie et la Croatie. L'actuelle province de Voïvodine, en Serbie, lui doit son nom.

## Nom
En allemand, le voïvodat est connu sous le nom de Serbische Wojwodschaft und Temeser Banat ou de Woiwodschaft Serbien und Temescher Banat, en serbe sous le nom de Српска Војводовина и Тамишки Банат et, en alphabet latin, Srpska Vojvodovina i Tamiški Banat ou encore Војводство Србија и Тамишки Банат et Vojvodstvo Srbija i Tamiški Banat, en hongrois sous le nom de Szerb Vajdaság és Temesi Bánság et en roumain sous celui de Voivodina Sârbeascǎ și Banatul Timișoarei.

## Histoire
De 1683 à 1699, la grande guerre turque opposa la monarchie de Habsbourg à l'Empire ottoman. En 1688, l'armée impériale des Habsbourg s'empara de Belgrade et pénétra dans l'actuel territoire de la Serbie centrale alors contrôlée par les Turcs. Le lieutenant général Louis-Guillaume Ier de Bade fit appel au patriarche de l'Église orthodoxe serbe Arsenije III Čarnojević pour obtenir son soutien ; le patriarche accepta d'apporter son soutien aux Autrichiens. En revanche, face aux succès ottomans, il organisa ce qui fut plus tard appelé la grande migration des Serbes : avec environ 60 000 réfugiés serbes, il se réfugia sur les terres des Habsbourg, notamment dans l'actuelle province de Voïvodine. Dès le 21 août 1690, l'empereur Leopold Ier fit paraître son premier Chapitre sur les privilèges, dans lequel il reconnaissait les Serbes comme formant  un corpus separtum, une « entité séparée » au sein de l'empire des Habsbourg. Ces privilèges accordés aux Serbes servirent de base légale à la création de la voïvodine de Serbie au XIXe siècle[réf. nécessaire].
En 1848, l'empire d'Autriche fut secoué par des mouvements révolutionnaires. Les pays du royaume de Hongrie fut elle aussi touchés par ces mouvements ; la rupture de la révolution hongroise avec le pouvoir central à Vienne amena le nouvel empereur, François-Joseph, à chercher l'appui des Serbes. Le 15 mai 1848, une assemblée nationale serbe réuni à Sremski Karlovci a proclamé la voïvodine de Serbie sous le gouvernement de Josif Rajačić .
Par décision spéciale de l'empereur, le voïvodat de Serbie et du banat de Tamiš fut créé le 18 novembre 1849. Il comprenait les régions du Banat, de la Bačka et, dans le nord de la Syrmie, les municipalités d'Ilok et de Ruma. Le siège de la province fut établi à Temeschwar, l'actuelle ville roumaine de Timișoara ; il avait à sa tête un gouverneur et la région était placée sous l'autorité directe de l'empereur, qui portait le titre de Großwoiwode der Woiwodschaft Serbien. Même après l'abolition du voïvodat, l'empereur d'Autriche-Hongrie conserva ce titre jusqu'à la fin de la monarchie des Habsbourg en 1918[réf. nécessaire].
En 1860, après qu'une alliance eut été conclue entre Vienne et Budapest, le voïvodat de Serbie et du Banat de Tamiš fut aboli. La majeure partie de son territoire, le Banat et la Bačka, fut intégrée au royaume de Hongrie. La Syrmie fut intégrée au royaume de Slavonie, qui, après sa réunion avec le royaume de Croatie, devint le royaume de Croatie-Slavonie. En 1868, ce nouveau royaume conclut un pacte avec le royaume de Hongrie, devenant une province autonome du royaume de Hongrie au sein de l'empire d'Autriche-Hongrie.

## Langues
Les deux langues officielles du voïvodat étaient l'allemand et l'illyrien, une langue qui en fait serait, plus tard, appelée le serbo-croate.

## Divisions administratives

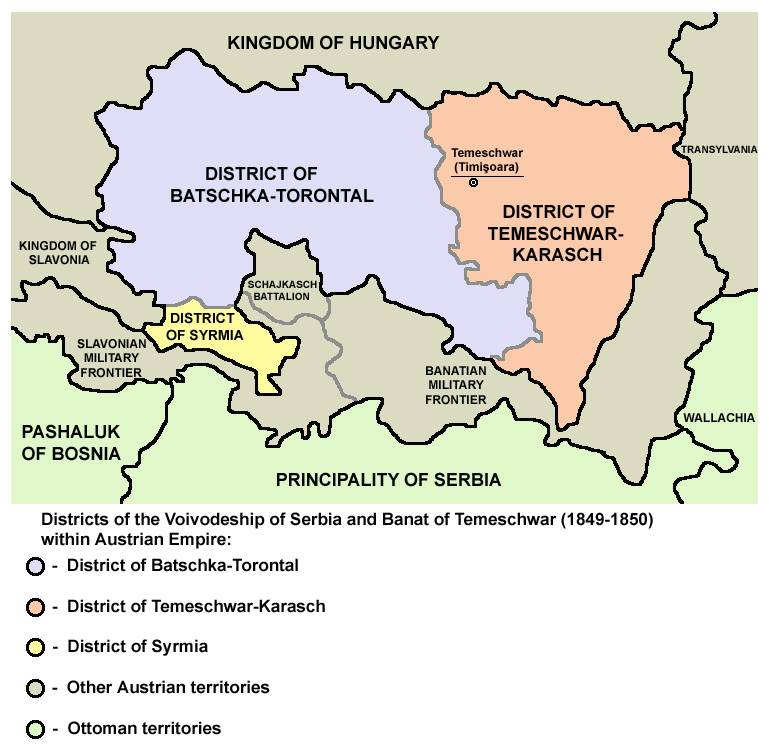
Districts du voïvodat en 1849.

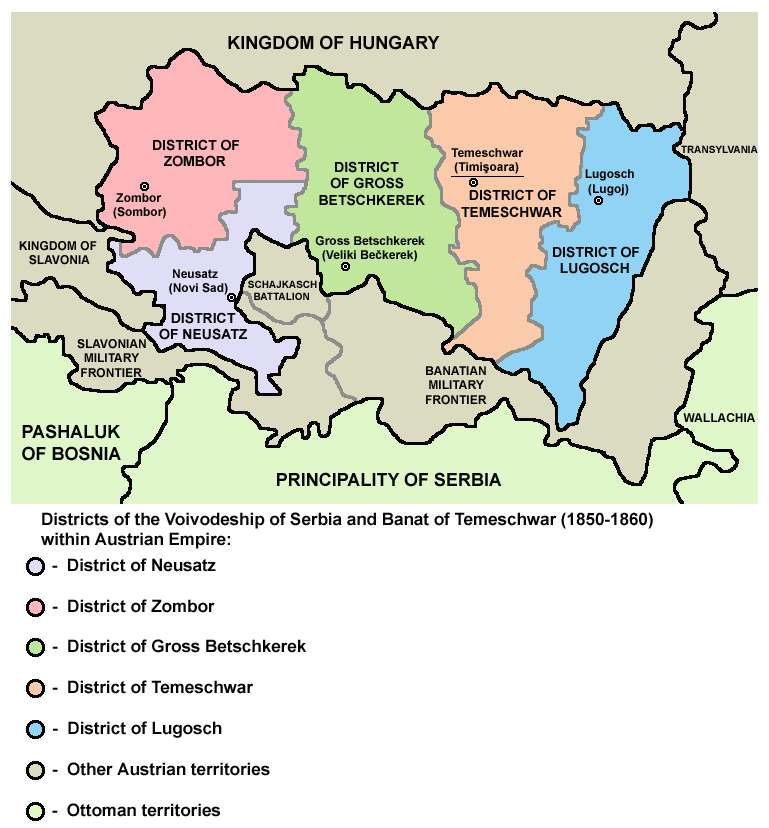
Districts en 1850.

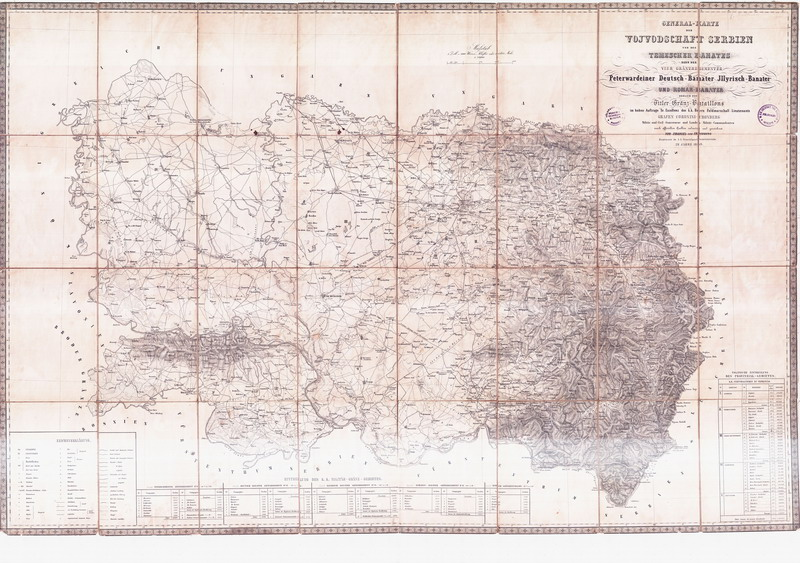
Carte de 1853.

Au moment de sa création, le voïvodat de Serbie et du Banat de Tamiš était divisé en deux districts : 
1. Bačka-Torontál
2. Timișoara-Caraș

Il fut par la suite divisé en cinq districts :
1. Lugoj (en 1850, le district comptait 229 363 habitants, dont 197 363 Roumains, 21 179 Allemands, 8 305 Bulgares, 1 505 Hongrois, 612 Serbes, etc.)
2. Timișoara (en 1850, le district comptait 316 565 habitants, dont 159 292 Roumains, 101 339 Allemands, 34 263 Serbes, 12 412 Hongrois, 3 664 Bulgares, 2 307 Šokci (Croates), 1 650 Slovaques, etc.)
3. Torontál (en 1850, le district comptait 388 704 habitants, dont 126 730 Allemands, 124 111 Serbes, 60 781 Hongrois, 58 292 Roumains, 11 045 Bulgares, 3 752 Croates, 2 562 Slovaques, 1 421 Juifs, etc.)
4. Novi Sad (en 1850, le district comptait 236 943 habitants, dont 100 382 Serbes, 45 936 Allemands, 30 450 Hongrois, 20 683 Slovaques, 13 665 Šokci, 2 098 Juifs, etc.)
5. Sombor

## Voïvodes et gouverneurs
Grands voïvodes
- François-Joseph Ier, (1849-1916)
- Charles Ier, (1916-1918).

Gouverneurs
- Ferdinand Mayerhofer von Grünbühel (1849-1851)
- Ivan Coronini-Kronberg (1851-1859)
- Josip baron Šokčević (1859-1860)
- Karl von Bigot de Saint-Quentin (1860).